# Grupo Financiero Inbursa
Grupo Financiero Inbursa, S.A.B. de C.V (BMV: GFINBUR) es una sociedad controladora de instituciones financieras mexicanas que proporciona servicios de banca y servicios relacionados en México. La empresa cuenta con líneas de operaciones en fondos de inversión, seguros generales, seguros de automóviles, hipotecas, seguro de salud, fondos de jubilación y banca comercial. 
Su principal inversionista es el empresario Carlos Slim Helú, quien constituyó el grupo financiero en 1992, a partir de la casa de bolsa Inversora Bursátil (fundada en 1965), la compañía de fianzas La Guardiana (actualmente Inbursa Seguros de Caución y Fianzas) y Seguros de México (actualmente Seguros Inbursa).
Las principales subsidiarias del grupo son:
- Banco Inbursa, constituido en 1993 como institución de banca múltiple;[4]
- Asesoría Especializada Inburnet
- Inbursa Seguros de Caución y Fianzas
- Inversora Bursátil
- Pensiones Inbursa
- Operadora Inbursa de Fondos de Inversión
- Seguros Inbursa

En 2019 fue incluida por la revista Forbes como una de las 2000 empresas más valiosas del mundo.
Según su página de Internet, ocupan actualmente el cuarto lugar en créditos comerciales del país.
De acuerdo con información de la Comisión Nacional Bancaria y de Valores (CNBV), a nivel del sistema bancario, Inbursa se posiciona entre las instituciones más importantes por el valor de sus activos, que ascendieron a 327,547mdp a diciembre de 2015. El saldo de su cartera de crédito total alcanzó los 237,479mdp en la misma fecha.

## Historia
Aunque tienen más de 40 años en el sector, Grupo Financiero Inbursa se considera de recién creación. 
1965. Con el nacimiento de Inversora Bursátil, Casa de Bolsa, se gesta lo que hoy es Grupo Financiero Inbursa.
1984. Esta compañía adquiere el 100% de Seguros de México, cuya historia data desde 1935 y que en la actualidad se conoce como Seguros Inbursa, la empresa de seguros con mayor número de clientes en el mercado.
Posteriormente, "La Guardiana, Compañía General de Fianzas", cuya presencia en el mercado data de 1942, se integra al grupo bajo el nombre de Fianzas Guardiana Inbursa.
1992. Es en el mes de septiembre de ese año, cuando se constituye formalmente el Grupo Financiero Inbursa.
1993. Fueron creadas Banco Inbursa, Arrendadora Inbursa y al año siguiente, Factoraje Inbursa.
1995. Dos nuevas compañías fueron incorporadas al Grupo Financiero Inbursa: Operadora Inbursa de Sociedades de Inversión y Servicios Administrativos Inbursa.
1996. A fines de ese año se crea Afore Inbursa, como subsidiaria del Banco.
1997. Seguros Inbursa integra a sus operaciones el ramo de pensiones.
1999. Por tercer año consecutivo Seguros Inbursa se hace acreedora a las calificaciones mAA y mxAAA por Duff & Phelps y Standard & Poor’s, empresas conocidas a nivel mundial, siendo la primera del sector en otorgarle esta distinción.
2000  En ese año Seguros Inbursa se expande al adquirir una empresa extranjera: Liberty México Seguros, consolidando aún más la solidez del Grupo Financiero.
2001. A inicios de ese año inicia sus operaciones autofinanciamiento Inbursa, haciendo así un Grupo Financiero capaz de satisfacer las necesidades actuales del mercado.
2002. Se integra Salud Inbursa y se gesta la integración del Grupo en una sola unidad administrativa, fortaleciendo a su fuerza de ventas quien se prepara para ofrecer cualquier producto del Grupo Financiero Inbursa.
2010. Adquisición de Chrysler Financial (Ahora CF Credit).
2012. World Finance nombra a Banco Inbursa como el mejor Banco de México, por segundo año consecutivo.
2014. En diciembre, Grupo Financiero Inbursa acordó adquirir Banco Walmart a la cadena de tiendas de autoservicios y crear una alianza comercial para fortalecer la oferta de servicios financieros con los clientes.
2015. En marzo, se realiza Alianza estratégica con Scotiabank y banco del bajío. Las instituciones informaron que los clientes de Inbursa podrán usar la red de Scotiabank o BanBanjío o viceversa sin costo adicional para realizar operaciones como consulta de saldo y retiro de efectivo en cualquier de los 3300 ATM de estos bancos sin cobro de comisión. Ese mismo mes, Se concreta, la compra de Banco Walmart, realizada en diciembre de 2014.

## Estructura
Grupo Financiero Inbursa es la suma de las siguientes divisiones:
- Pensiones
- Finanzas
- Seguros
- Inversora Bursátil
- Operadora
- Banco
  - CF Credit
  - Afore
  - Inmobiliaria
  - Sinca
  - Banco Standard de Investimentos
  - Sociedad financiera

## Los Grupos Financieros
Los Grupos Financieros tienen la finalidad de tener una mejor organización de las entidades que los integra, por medio de una política corporativa unificada, así abarcar diversos servicios financieros ofrecidos por cada una de las empresas que los conforman. 
Un Grupo Financiero está integrado por una sociedad controladora, por entidades financieras y por empresas, que obtienen la autorización de la Secretaría de Hacienda y Crédito Público para constituirse y funcionar como Grupo Financiero en los términos de la Ley para Regular Agrupaciones Financieras y las Reglas Generales para la Constitución y Funcionamiento de Grupos Financieros.
El Grupo Financiero se forma con cuando menos dos entidades financieras que pueden ser del mismo tipo, con la excepción de que no puede formarse sólo con dos sociedades financieras de objeto múltiple, y las entidades pueden ser: almacenes generales de depósito, casas de cambio, instituciones de fianzas, instituciones de seguros, casas de bolsa, instituciones de banca múltiple, sociedades operadoras de sociedades de inversión, distribuidoras de acciones de sociedades de inversión, administradoras de fondos para el retiro y sociedades financieras de objeto múltiple.
Las  Instituciones Bancarias,  los seguros, las casa de bolsa, sociedades de  factoraje,  las hipotecarias,  arrendadoras financiaras Instituciones de Fianzas Instituciones de Seguros y cada una de ellas puede tener un nombre social distinto,  y es una sociedad diferente a las otras, pero todas pueden pertenecer a un Grupo Financiero, el cual tienen la ventaja de ofrecer al público servicios complementarios y es controlado por una controladora o matriz global,  y el único objeto que tiene es controlar pues no pueden realizar operaciones propias de sus integrantes del grupo, es exclusivamente la adquisición y administración de las sociedades integrantes del grupo e incluso el grupo es propietaria de las acciones de cada uno de sus miembros
Grupo Financiero Inbursa es el resguardo económico de América Móvil, por lo que en Telmex se brindan créditos para comprar laptops, televisiones etc.